# Aaron Basenach
Aaron Basenach (* 11. Februar 2003 in Neustadt an der Weinstraße) ist ein deutscher Fußballspieler. Der Mittelfeldspieler steht beim FK Pirmasens unter Vertrag.

## Karriere
Nachdem Basenach in der Jugend zunächst für den TuS Diedesfeld sowie den SFC Kaiserslautern gespielt hatte, wechselte er 2014 in die Jugendabteilung des 1. FC Kaiserslautern. Nachdem er ab der Spielzeit 2020/21 in der U19-Jugend-Bundesliga Süd/Südwest für die Roten Teufel aufgelaufen war, kam er ab der Spielzeit 2021/22 in der Oberliga Rheinland-Pfalz/Saar für die U23 der Pfälzer zu regelmäßigen Einsätzen. Zur Saison 2022/23 saß Basenach regelmäßig auf der Ersatzbank der Zweitligamannschaft der Lauterer, ehe er im Rahmen des 5. Spieltages am 21. August 2022 im Auswärtsspiel bei der SpVgg Greuther Fürth in der 74. Spielminute für Mike Wunderlich eingewechselt wurde.
Im November 2022 unterschrieb er seinen ersten Profivertrag. Im Sommer 2024 wechselte Basenach zum FK Pirmasens.